# Ghislarengo
Ghislarengo é uma comuna italiana da região do Piemonte, província de Vercelli, com cerca de 833 habitantes. Estende-se por uma área de 12 km², tendo uma densidade populacional de 69 hab/km². Faz fronteira com Arborio, Carpignano Sesia (NO), Lenta, Rovasenda, Sillavengo (NO).

## Demografia
| Variação demográfica do município entre 1861 e 2011                               |
|                                                                                   |
| Fonte: Istituto Nazionale di Statistica (ISTAT) - Elaboração gráfica da Wikipedia |